# Comuna Moșoaia, Argeș
Moșoaia este o comună în județul Argeș, Muntenia, România, formată din satele Bătrâni, Ciocănăi, Dealu Viilor, Hințești, Lăzărești, Moșoaia (reședința) și Smeura.

## Așezare
Comuna se află în zona vestică a județului, în Podișul Cotmeana, în zona izvoarelor râului Teleorman, imediat la vest de municipiul Pitești. Este străbătută de șoseaua națională DN67B, care leagă Piteștiul de Drăgășani, și (prin zona nordică), de șoseaua județeană DJ703E, care o leagă spre est de Pitești (unde se termină în același DN67B), și spre vest de Băbana, Cocu și Uda.

## Demografie
Componența etnică a comunei Moșoaia
     Români (90,5%)
     Alte etnii (0,52%)
     Necunoscută (8,98%)
Componența confesională a comunei Moșoaia
     Ortodocși (88,76%)
     Alte religii (1,42%)
     Necunoscută (9,82%)
Conform recensământului efectuat în 2021, populația comunei Moșoaia se ridică la 7.883 de locuitori, în creștere față de recensământul anterior din 2011, când fuseseră înregistrați 5.693 de locuitori. Majoritatea locuitorilor sunt români (90,5%), iar pentru 8,98% nu se cunoaște apartenența etnică. Din punct de vedere confesional, majoritatea locuitorilor sunt ortodocși (88,76%), iar pentru 9,82% nu se cunoaște apartenența confesională.

## Politică și administrație
Comuna Moșoaia este administrată de un primar și un consiliu local compus din 15 consilieri. Primarul, Adrian-Dumitru Frîntură[*], de la Partidul Național Liberal, este în funcție din 1 noiembrie 2024. Începând cu alegerile locale din 2024, consiliul local are următoarea componență pe partide politice:
|  | Partid                          | Consilieri | Componența Consiliului | Componența Consiliului | Componența Consiliului | Componența Consiliului | Componența Consiliului | Componența Consiliului |
|  | ------------------------------- | ---------- | ---------------------- | ---------------------- | ---------------------- | ---------------------- | ---------------------- | ---------------------- |
|  | Partidul Național Liberal       | 6          |                        |                        |                        |                        |                        |                        |
|  | Alianța Dreapta Unită           | 4          |                        |                        |                        |                        |                        |                        |
|  | Partidul Social Democrat        | 3          |                        |                        |                        |                        |                        |                        |
|  | Alianța pentru Unirea Românilor | 2          |                        |                        |                        |                        |                        |                        |

## Istorie
La sfârșitul secolului al XIX-lea, comuna făcea parte din plasa Pitești a județului Argeș și era formată din satele Belciu, Ciocănei, Curăturele, Dealu Lung, Moșoaia, Piscu Moșului și Cordești, având în total 1859 de locuitori. În comună existau trei biserici și două școli (una de băieți și una de fete). La acea vreme, pe teritoriul actual al comunei mai funcționa în aceeași plasă și comuna Hințești-Zmeura.
Anuarul Socec din 1925 consemnează comunele în plasa Bascov a aceluiași județ. Comuna Moșoaia avea 1995 de locuitori în satele Belciu, Curăturile, Ciocănăi, Lăzărești, Lunga Piscu Moșului și Târdești; iar comuna Hințești avea 2405 locuitori în satele Dăsăngești, Dealu Viilor, Dumitrești, Gura Văii, Hințești, Smeura de Jos, Smeura de Sus și Surdești. Comuna Hințești a fost desființată în 1931, satele ei trecând la comuna Moșoaia.
În 1950, comuna Moșoaia a fost arondată raionului Pitești din regiunea Argeș. În 1968, a revenit la județul Argeș, reînființat.
Moşoaia îşi trage numele de la un cuvânt de origine dacică, „moş”, căruia i se adaugă sufixul de feminin „-oaie”, prezent în denumirile altor localităţi. Cuvântul „moş” are nenumărate sensuri: bătrân, bunic, unchi, primul deţinător al unei proprietăţi, fâşie de moşie stăpânită de un moşnean. Originea dacică este atestată prin comparaţie cu albanezul „moshe”, având sensul în vârstă . Într-o altă accepţiune, cuvântul „moşoaie” derivă de la „moşioi” care înseamnă „satul moaşei”. 

## Monumente istorice
În comuna Moșoaia se află biserica „Sfântul Nicolae” (1840) din satul Ciocănăi, monument istoric de arhitectură de interes național. În rest, un singur obiectiv din comună este inclus în lista monumentelor istorice din județul Argeș ca monument de interes local, clasificat tot ca monument de arhitectură: biserica „Cuvioasa Paraschiva” (1806) din satul Moșoaia.

## Obiceiuri tradiționale din comuna Moșoaia
Obiceiurile și credințele românilor, așa cum au fost percepute de către călătorii străini prin Argeș și Muscel, sau culese din hrisoave, prezintă cadrul neamului românesc, pentru că toate aceste comunități etnologice formate, în mare parte, din oameni simpli, corespund unui sistem de comportament, prezent, și astăzi, în așezările rurale ale județului Argeș.
Aceste tradiții au fost împărțite în două categorii: cele calendaristice, sau cele de peste an, și cele numite ale vieții de familie, sau din ciclul vieții. Ele se deosebesc de celelalte categorii ale folclorului, de basme, de cântece, care vorbeau mai mult despre situațiile în care se găsea omul, acestea apărând ca acte ale mecanismului social.
Obiceiurile implică acte rituale, ceremonii, vechi, mituri și cunoștințe dobândite din experiența oamenilor. Tradiționale sau noi, spontane sau organizate, obiceiurile arătau, în esență rosturile care au servit din veacuri pe om și societatea în păstrarea bunei rânduieli.
În ansamblul culturii populare tradiționale, obiceiurile formau un capitol important deoarece întreaga viață a omului, munca lui din timpul anului și diferitele lui ocupații erau, în trecut, întrețesute cu tradiții.
Obiceiurile populare erau transmise prin tradiție, acestea au fost supuse unui continuu proces de adaptare la noi contexte socio-culturale și care le-au asigurat trăinicia.
Aceste obiceiuri au contribuit, în trecut, la închegarea comunităților, la păstrarea formelor tradiționale de viață. Ele aveau un caracter colectiv și general.
Cu toate că obiceiurile românești, aveau o structură unitară pe tot teritoriul folcloric, fiecare ținut avea moduri proprii de a se exprima prin acestea. Obiceiuri proprii anumitor locuri prezentau forme deosebite de realizare, dând posibilitatea de a deosebi prin acestea pe oamenii care păstrau și practicau înainte formele acelei culturi.
Comuna Moșoaia, situată în partea centrală a județului Argeș, avea obiceiuri calendaristice și din ciclul vieții, prezentând unele particularități.
Obiceiurile calendaristice au fost grupate în patru cicluri, care corespund celor patru anotimpuri.
Viața românilor, cu toate vicisitudinile și greutățile pe care le-a avut, a fost plină de manifestări care au căpătat caracterul unor acțiuni la care participa întreg satul. Manifestările erau legate și de anumite date calendaristice importante sau de anumite sărbători religioase. Acestea aveau caracterul unor adevărate sărbători populare din care nu lipsea pitorescul, iar atmosfera în care se desfășurau era una de sărbătoare, plină de colorit local.
Printre acele manifestări, sărbătorile de iarnă ocupau un loc important și aveau obiceiuri deosebite. Era o perioadă bogată în obiceiuri, având în centru marile sărbători creștine.
De Sfântul Nicolae, în amintirea acestui sfânt, se aduceau daruri copiilor, care se puneau în „ghetuțe” sau sub pernă.
În comuna Moșoaia, exista o particularitate a obiceiului numit „colindețe”, care avea loc în ziua de 23 decembrie. Aceasta reprezenta un moment de mare bucurie și entuziasm pentru copii, care aveau trăistuțe confecționate din prosop sau pânză albă. În acea seară toți sătenii se strângeau în curtea unui localnic, se așezau pe două șiruri și împărțeau covrigi, mere, poame și lumânări. Casa unde avea loc colindețele se afla în mijlocul satului și de aceea era aleasă. Câteodată, după terminarea împărțitului, sătenii primeau de la gazdă un pahar de vin, acest aliment fiind prezent în toate momentele importante din existența omului. Obiceiul de „Colindețe” a fost păstrat și, în fiecare an, este practicat.
Colindele deschideau ciclul celor 12 zile de sărbătoare, aveau conținut laic, ele fiind niște urări de fericire, belșug și bunăstare pentru gazde.
Deprinderea de a saluta cu bucurie venirea Anului Nou, de a-l întâmpina cu urări și daruri era străveche. În folclorul românesc, ciclul celor 12 zile, care formau sărbătoarea Anului Nou era foarte important. Sărbătoarea începea la 24 decembrie, în ajunul Crăciunului, se continua cu Anul Nou și se încheia după Bobotează.
Obiceiul de a „colinda” înseamnă, de fapt, a merge din casă în casă cu diferite urări, iar ceata se constituia după o rânduială bine stabilită, având un conducător și un loc de întâlnire.
Dimineața zilei de Ajun marca debutul obiceiurilor de Crăciun și al colindelor. Cete mari de copii, de peste 10-11 ani, porneau cu colindul din casă în casă, de la o margine la cealaltă a satului. Obiceiul se numea „Moș Ajun” sau „Bună dimineața”.
Crăciunul, sărbătoarea Nașterii Domnului, avea un caracter creștin, fiind celebrată prin participarea la slujbele bisericești, cât și prin practicarea unor obiceiuri populare - colindul. Copiii umblau cu „steaua”, în cete mici și se numeau stelari. Acest obicei vrea să amintească de steaua care a vestit nașterea lui Iisus și i-a călăuzit pe cei trei magi. Steaua era confecționată din hârtie sau ziare, având o icoană cu nașterea Domnului.
Odată intrați în curtea casei, colindătorii își depănau repertoriul înaintea membrilor casei, adunați în prag. Primul dar care se dădea colindătorilor în forma tradițională a obiceiului era colacul, el însuși semn al belșugului și al roadelor bogate. Mulțumirea pentru daruri o spunea, de obicei, cel ce conducea ceata.
De la Crăciun până la Anul Nou se ținea obiceiul numit „capra”, care era realizată dintr-un lemn scurt, cioplit în formă de cap de capră, care se învelea cu o pătură roșie. Acest obicei se mai numea „Brezaia”, fiind un dans tradițional românesc, executat, de regulă, de un tânăr mascat. Dansul „caprei”, precum și alte manifestări ale măștilor zoomorfe, întâlnite în satele românești la vremea Crăciunului provin din ceremoniile sacre arhaice închinate morții și renașterii divinității.
În comuna Moșoaia exista un obiceiu divinitoriu pentru a vedea cum urma să fie bogat anul: în noapte de Anul Nou se puneau la încolțit boabe de grâu, porumb, ovăz și fasole, iar în vase cu apă se puneau ramuri de pomi.
Sărbătorile de iarnă se termină cu obiceiul care se desfășoară de Sfântul Ioan Botezătorul. „Iordănitorii” erau cete de feciori care colindau prin sat, stropindu-i cu apă curată și busuioc pe toți ai casei.
Perioada începerii Postului Mare înseamnă încheierea perioadei căsătoriilor, venirea primăverii și începutul muncilor de primăvară.
Începutul primăverii era marcat de obiceiul de a oferi mărțișor, iar acesta era denumirea populară a lunii martie - luna echinocțiului de primăvară, dedicată zeului Mars și planetei Marte. Tradițional, mărțișorul era realizat prin împletirea unui fir roșu cu unul alb, de care se prindea un obiect artizanal. Uneori, era realizat din sârmă, în diferite modele și se purta ca semn al venirii primăverii, simbolizând lupta vieții cu moartea. Se dădea cadou la 1 martie, care însemna ziua Dochiei și străvechi început de an agrar. Șnurul se purta la mână, fiind purtător de noroc și fericire, iar în ziua de 9 martie se agăța într-un măceș sau într-un pom înflorit.
De asemenea, exista sărbătoarea numită Mucenici, cunoscută și sub denumirea bisericească de Sfinții 40 de mucenici, sărbătorită la 9 martie.
În acea zi exista obiceiul de a face mucenici. Aceștia se realizau din cocă de pâine, în formă de opturi mici, se coceau în cuptor, după care erau fierți în apă cu unele arome. Mucenicii se așezau în străchini de lut, se presărau cu nucă și zahăr și erau dați de pomană. A rămas acest obicei în amintirea celor 40 de sfinți mucenici înghețați în lacul Sevastiei.
În calendarul popular sărbătoarea Sfântului Gheorghe se regăsea sub denumirea de Sângeorz. Acesta coincidea cu triumful primăverii și cu perioada dedicată din viața culturilor.
Duminica Floriilor marca momentul primirii triumfale pe care i-a făcut-o mulțimea Mântuitorului la intrarea în Ierusalim. În aceasta zi exista obiceiul de a se sfinți la biserică ramuri de salcie și acestea, în cursul anului, se păstrau la icoane, făcute cerc și se spunea că erau bune pentru unele leacuri și pentru a apăra casa.
Din păcate, în comuna Moșoaia existau puține obiceiuri legate de sărbătorile de vară și toamnă.
Printre obiceiurile de vară care prilejuiesc manifestări specifice era Drăgaica sau Sânziene și aceasta reprezenta sărbătoarea Nașterii Sfântului Ioan Botezătorul și coincidea cu solstițiul de vară, când începea recoltatul. În comuna Moșoaia, se adunau din câmp spice de grâu sau fire de iarbă și se puneau la căpriorii casei, având rolul de a proteja casa de spiritele rele.
Dintre obiceiurile nelegate de date fixe era sărbătoarea terminării secerișului. Obiceiul era să se facă din spice de grâu o cunună. După ce secerătorii făceau o cunună de spice, făceau o horă, apoi o predau celor care o ducea până la casa gospodarului. Pe drum era cântat „Cântecul cununii”, iar la casa gospodarului cununa era udată.
Sărbătorile de toamnă aveau ca punct important prăznuirea Sfântului Mare Mucenic Dimitrie. Moaștele sale se află în Salonic, în Grecia și, în tradiția populară, sfântul era asociat cu moartea naturii, cu sosirea iernii și a frigului. Locuitorii comunei Moșoaia nu organizează „focul lui Sumedru”, așa cum se întâmpla în alte zone din județul Argeș. 
Obiceiurile au încifrat înțelesuri profunde asupra relației omului cu lumea înconjurătoare, asupra relațiilor interumane și asupra mersului normal al vieții. 
Comuna Moșoaia încă mai păstrează unele obiceiuri, acestea fiind fapte culturale complexe, menite înainte de toate să organizeze viața oamenilor, să marcheze momentele importante ale trecerii lor prin lume și să le modeleze comportamentul. 